# Danny Kladis
Dan Peter „Danny“ Kladis (* 10. Februar 1917 in Crystal City, Missouri, USA; † 26. April 2009 in Joliet, Illinois) war ein US-amerikanischer Autorennfahrer.

## Karriere
Danny Kladis startete bei vier Rennen der AAA-National-Serie, darunter zwei Mal bei den 500 Meilen von Indianapolis. 1946 wurde er disqualifiziert, da sein Fahrzeug abgeschleppt wurde. Bei seinem Start 1954 fiel er in Runde 104 mit einem Leck im Öltank aus. Er hatte vorher in Runde 55 den Bromme-Offenhauser von seinem Landsmann Travis Webb übernommen (Fahrerwechsel waren zu dieser Zeit erlaubt).
Da das Indy 500 von 1950 bis 1960 zur Fahrerweltmeisterschaft zählte, steht für ihn auch ein Grand-Prix-Start zu Buche.
Zum Zeitpunkt seines Todes im Alter von 92 Jahren war er der älteste Teilnehmer bei einem Indy-500-Rennen. Er starb im April 2009.

## Statistik

### Indy-500-Ergebnisse
| Jahr | Startnr. | Start | Qual (km/h) | Ergebnis | Runden | Führung | Ausfall                              |
| ---- | -------- | ----- | ----------- | -------- | ------ | ------- | ------------------------------------ |
| 1946 | 59       | 33    | 191,318     | DSQ      | 46     |         |                                      |
| 1949 | 58       | DNQ   |             |          |        |         |                                      |
| 1950 | 39       | DNQ   |             |          |        |         |                                      |
| 1951 | 89       | DNQ   |             |          |        |         |                                      |
| 1952 | 19       | DNQ   |             |          |        |         |                                      |
| 1954 | 65       |       |             | 302      | 50     |         | fuhr Webbs Wagen; Rd. 55-101; Ölleck |
| 1955 | 93       | DNQ   |             |          |        |         |                                      |
| 1957 | 72       | DNQ   |             |          |        |         |                                      |
| 1957 | 84       | DNQ   |             |          |        |         |                                      |

| Legende  | Legende            | Legende                                                          |
| Farbe    | Abkürzung          | Bedeutung                                                        |
| -------- | ------------------ | ---------------------------------------------------------------- |
| Gold     | –                  | Sieg                                                             |
| Silber   | –                  | 2. Platz                                                         |
| Bronze   | –                  | 3. Platz                                                         |
| Grün     | –                  | Platzierung in den Punkten                                       |
| Blau     | –                  | Klassifiziert außerhalb der Punkteränge                          |
| Violett  | DNF                | Rennen nicht beendet (did not finish)                            |
| Violett  | NC                 | nicht klassifiziert (not classified)                             |
| Rot      | DNQ                | nicht qualifiziert (did not qualify)                             |
| Rot      | DNPQ               | in Vorqualifikation gescheitert (did not pre-qualify)            |
| Schwarz  | DSQ                | disqualifiziert (disqualified)                                   |
| Weiß     | DNS                | nicht am Start (did not start)                                   |
| Weiß     | WD                 | zurückgezogen (withdrawn)                                        |
| Hellblau | PO                 | nur am Training teilgenommen (practiced only)                    |
| Hellblau | TD                 | Freitags-Testfahrer (test driver)                                |
| ohne     | DNP                | nicht am Training teilgenommen (did not practice)                |
| ohne     | INJ                | verletzt oder krank (injured)                                    |
| ohne     | EX                 | ausgeschlossen (excluded)                                        |
| ohne     | DNA                | nicht erschienen (did not arrive)                                |
| ohne     | C                  | Rennen abgesagt (cancelled)                                      |
| ohne     | keine WM-Teilnahme |                                                                  |
| sonstige | P/fett             | Pole-Position                                                    |
| sonstige | 1/2/3/4/5/6/7/8    | Punktplatzierung im Sprint-/Qualifikationsrennen                 |
| sonstige | SR/kursiv          | Schnellste Rennrunde                                             |
| sonstige | *                  | nicht im Ziel, aufgrund der zurückgelegten Distanz aber gewertet |
| sonstige | ()                 | Streichresultate                                                 |
| sonstige | unterstrichen      | Führender in der Gesamtwertung                                   |